# Pusselmästarna
Pusselmästarna är den sista bokserien av Jan Brobergs urval av kvalitetsdeckare. Den började ges ut 1981 av bokförlaget Bra deckare, och sträckte sig över sex volymer, fram till 1983. Bokserien följer, genom sina förord, pusseldeckarens utveckling från 1920-talet fram till det som var nutid när böckerna gavs ut.

## Böcker i serien
1. Håll i hatten (The Roman Hat Mystery, 1929) av Ellery Queen
2. En efter en (The Silent Murders, 1929) av Neil Gordon
3. Som av en osynlig hand (The Problem of the Wire Cage, 1939) av John Dickson Carr
4. Knall och fall - två romaner i en bok: Hämnaren (The Stalking Man, 1949) av Wilson Tucker och Svarta orkidéer (Black Orchids, 1942) av Rex Stout
5. Gengångare (The Traces of Brillhart, 1960) av Herbert Brean
6. Se i syne (A Case of Spirits, 1975) av Peter Lovesey (innehåller dessutom tre noveller av Edward D. Hoch The Hoofs of Satan, The Leopold Locked Room, The Case of the November Club)